# Pomnik Iwana Fedorowa w Moskwie
Pomnik Iwana Fedorowa w Moskwie (ros. Памятник Ивану Федорову в Москве) – znajdujący się w Moskwie pomnik upamiętniający Iwana Fedorowa, twórcę pierwszej drukowanej książki w języku rosyjskim wydrukowanej 1 marca 1564 roku.
Zbieranie funduszy na pomnik Iwana Fedorowa zaczęło się już w 1870 roku, jednak realizacja koncepcji pomnika była stale odraczana. W końcu ogłoszono konkurs w 1901 roku na najlepszy projekt pomnika, w którym wzięło udział wiele wybitnych rzeźbiarzy z Austro-Węgier, Francji, Serbii, Bułgarii, a także z samego Imperium Rosyjskiego. Zwycięzcą w konkursie okazał się rosyjski rzeźbiarz Siergiej Michajłowicz Volnukhin, którego dzieło odsłonięto 12 października 1909 roku, jego otwarcie poprzedziły tematyczne wystawy książek, w tym opublikowane w druku Iwana Fedorowa.
Pomnik składa się z cokołu wykonanego z czarnego polerowanego kamienia, z napisem upamiętniającym Iwana Fedorowa i wydarzenie jakim było początek drukarstwa w Rosji. Na cokole znajduje się odlany z brązu posąg drukarza, trzymającego książkę, oraz drukowany tekst z pierwszymi literami swojego imienia i nazwiska „I” i „F”.
W 1990 roku, podczas budowy centrum handlowego „Nautilus” w bliskim sąsiedztwie z pomnikiem, postanowiono o przeniesieniu pomnika w kierunku hotelu Metropol.